# Dalbasan
Dalbasan (kurdisch Seter) ist ein Dorf im Landkreis Yayladere der türkischen Provinz Bingöl. Dalbasan liegt in einer Gebirgsregion auf 1.360 m über dem Meeresspiegel, an der Grenze zur Provinz Tunceli, südlich des Berges Sülbüs. Durch das Dorf fließt der Seter-Bach. In Dalbasan gibt es eine kleine Pilgerstätte (Ziyaret) mit der Bezeichnung Çeldergus.
Dalbasan ist das größte Dorf im Landkreis und bestand aus ca. 170 Haushalten. Die Ortschaft hatte laut Fortschreibung Ende des Jahres 2010 insgesamt noch 50 Einwohner. Viele Einwohner Dalbasans sind nach Deutschland und Europa ausgewandert. Die Einwohnerzahl schwankt saisonbedingt. Zahlreiche ehemalige Einwohner verbringen in Dalbasan die Sommerferien.
In Dalbasan wird hauptsächlich Zazaisch gesprochen. Der Name "Seter" wurde ins Grundbuch aufgenommen und bei den Volkszählungen von 1965 und 1980 als Alternativbezeichnung verwendet.
Bei Dalbasan gibt es eine Kaserne der Gendarmerie, die auch Angriffsziel der PKK war. Auch im ersten Jahrzehnt des 21. Jahrhunderts gab es in Dalbasan und Umgebung wiederholt Auseinandersetzungen zwischen PKK und Sicherheitskräften.